# NGC 4701
NGC 4701 é uma galáxia espiral (Sc) localizada na direcção da constelação de Virgo. Possui uma declinação de +03° 23' 20" e uma ascensão recta de 12 horas, 49 minutos e 11,4 segundos.
A galáxia NGC 4701 foi descoberta em 30 de Abril de 1786 por William Herschel.